# 奧什站

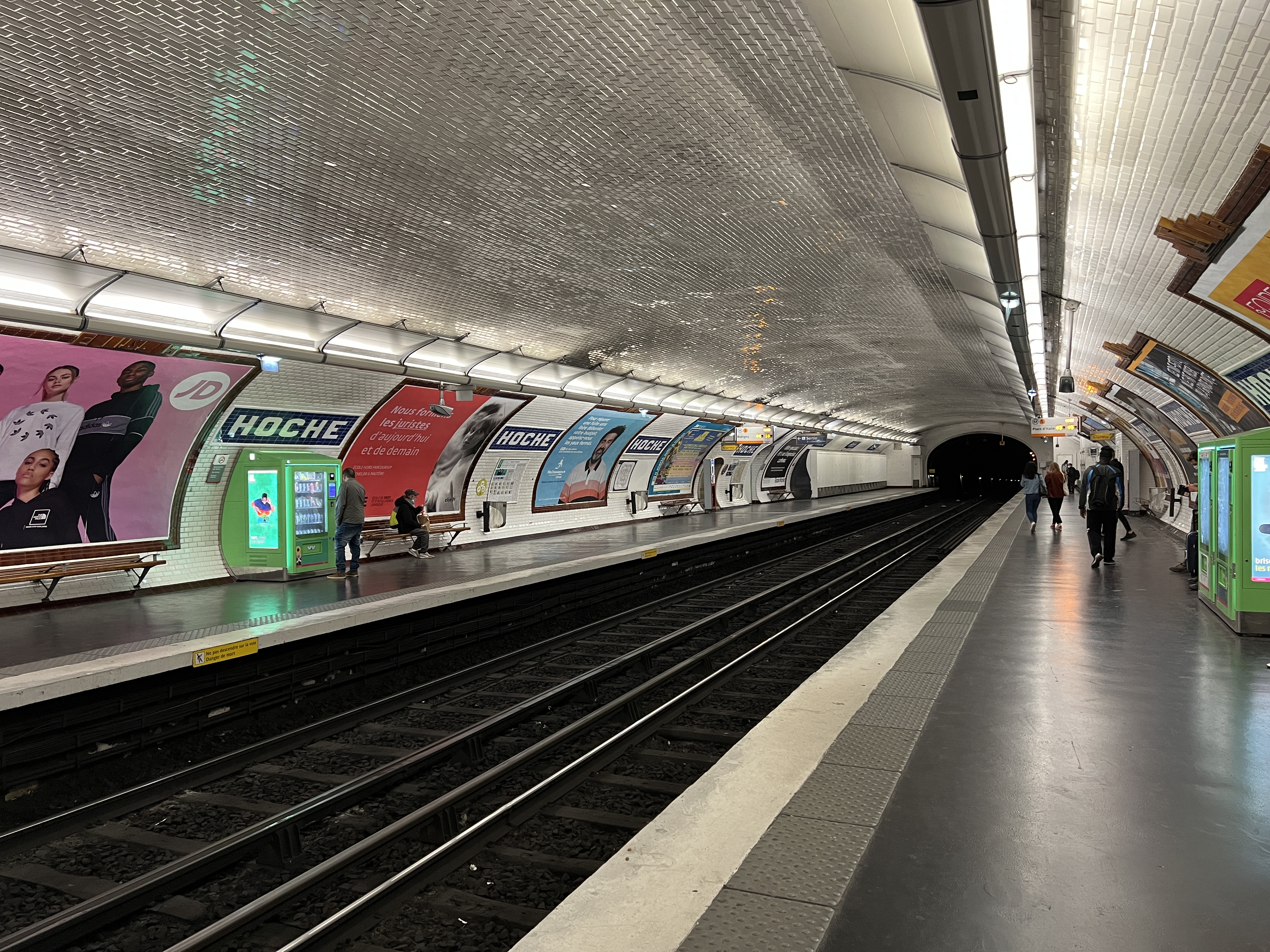
月台 (2022年4月)

奧什（法語：Hoche）是巴黎地鐵的一個車站，服務巴黎地鐵5號線。该站得名于以18世纪法国军事将领拉扎尔·奥什命名的奧什街。

## 車站結構
| 街道  |                    |                                    |
| B1    | 夾層               |                                    |
| 5號線 | 南行               | 往意大利廣場（龐坦門）             |
| 5號線 | 島式月台，左側開門 |                                    |
| 5號線 | 北行               | 往博比尼-巴勃羅·畢卡索（龐坦教堂） |